# Michael Ramsauer (Regisseur)
Michael Ramsauer (* 1974 in Landshut) ist ein deutscher Filmregisseur und Drehbuchautor.

## Leben
Nach dem Abitur in Landshut arbeitete Michael Ramsauer zunächst zwei Jahre als freiberuflicher Kameramann und Kameraassistent in München. Ende 1999 begann er ein Kamerastudium an der Filmakademie Wien, 2002 wechselte er ins Studienfach Regie.
Ramsauer lebt und arbeitet als freier Regisseur und Drehbuchautor in Wien.

## Werk (Auswahl)
- 2016 "Mein Fleisch und Blut" Kinofilm – Regie und Drehbuch
- 2016 "Vergeben und Vergessen" Kurzspielfilm – Regie und Drehbuch
- 2007 "Mit Herz, Hand und Verstand" ORF-Kurzdokumentation – Regie und Konzept
- 2007 "Das Letzte was wir Wissen" Kurzdokumentation – Regie und Buch
- 2005 "echos" Kurzspielfilm – Regie und Drehbuch

2005 bekam Ramsauer den Thomas Pluch Drehbuchförderpreis und den Diagonale Kurzfilmpreis für "echos" sowie 2008 das Literar Mechana Stipendium für "Adrian". Am 30. September 2016 startet sein Kinofilm "Mein Fleisch und Blut" österreichweit im Kino.

## Festivalteilnahmen (Auswahl)
Cannes-Semaine de la Critique, Int. Film Festival Rotterdam, Max Ophüls Preis – Saarbrücken, Camerimage Lodz, Int. Filmfestival Istanbul